# Wang Yan (ginnasta)
Wang Yan (王妍S; Pechino, 30 ottobre 1999) è un'ex ginnasta cinese, specializzata al volteggio e al corpo libero.
Ha vinto la medaglia d'argento con la squadra ai Mondiali di Glasgow 2015 e la medaglia di bronzo con la squadra alle Olimpiadi di Rio 2016, dove ha anche preso parte alla finale all around, terminando la gara in sesta posizione. Ha inoltre gareggiato nelle finali al volteggio e al corpo libero, concludendo entrambe al quinto posto.
Nel 2017 ha partecipato ai Mondiali di Montreal, dove ha gareggiato nella finale all around e nella finale al volteggio, concludendole al diciannovesimo e sesto posto.

## Palmarès
- Giochi olimpici

Rio de Janeiro 2016: bronzo nel concorso a squadre.